# Corsage

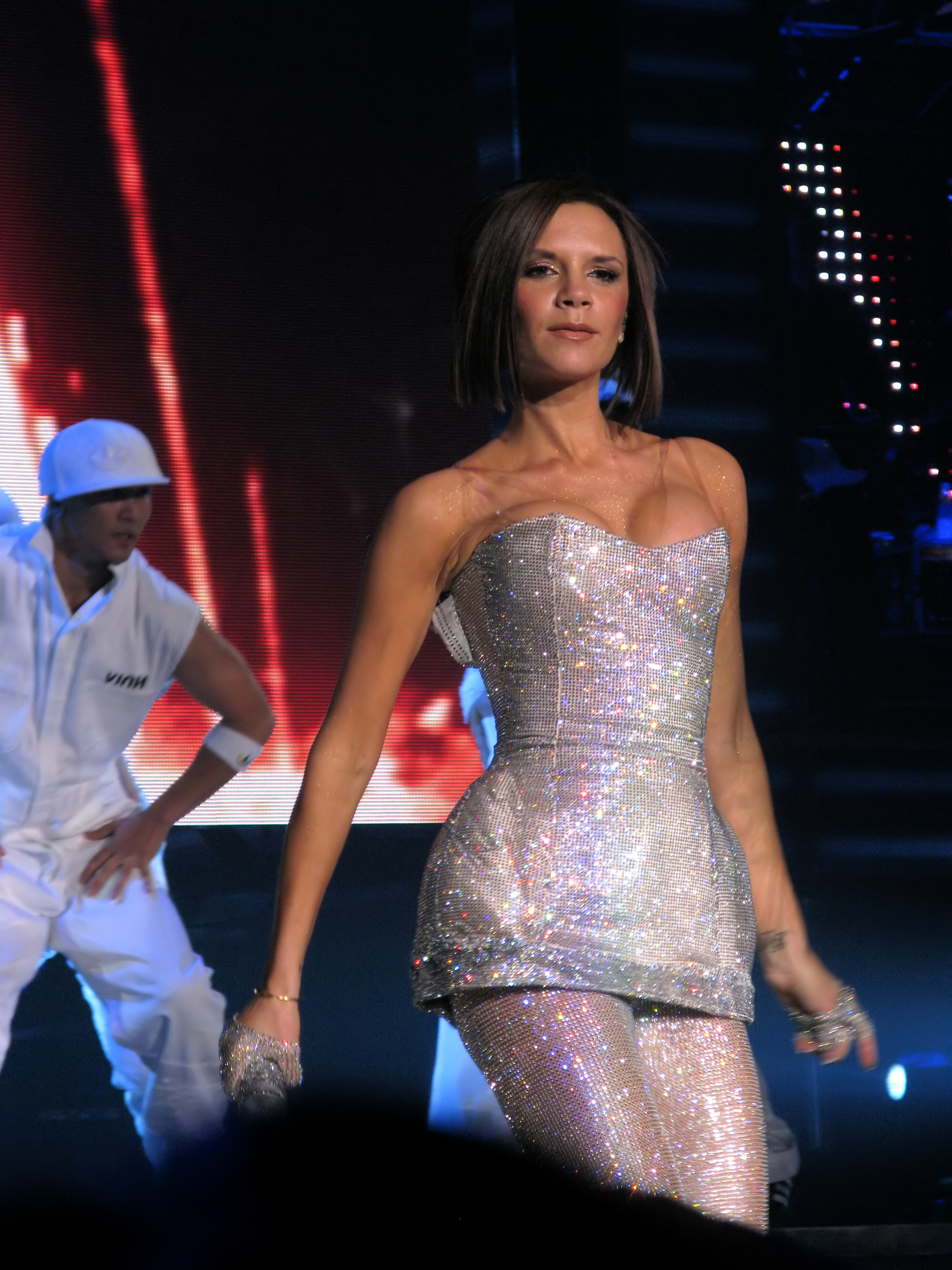
Victoria Beckham im Corsagenkleid

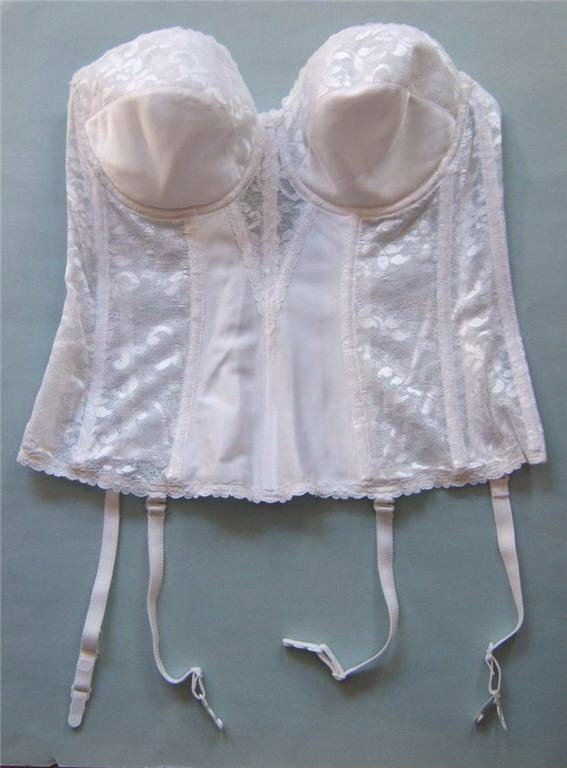
Corsage mit Strumpfhaltern

Die Corsage oder Korsage (von altfrz. cors „Körper“) ist ein den Oberkörper eng umschließendes, schulterfreies Shapewear-Kleidungsstück. Eingearbeitete Spiralfederstäbe versteifen sie, sodass keine Träger nötig sind. Die Versteifung ersetzt gleichzeitig auch den BH.
Im Gegensatz zum Korsett ist die Corsage weniger steif und daher nicht geeignet, den Körper zu formen. 
Sie kommt in drei Spielarten vor:
- Als Oberteil eines Cocktailkleides (an den Rock angenäht)
- Als eigenständiges Kleidungsstück, das als Ausgehkleidung zum Rock oder zur Hose getragen wird
- Als Dessous, d. h. im Gegensatz zu den vorigen nicht als Oberbekleidung zu tragen. Oft mit Strumpfhaltern versehen.